# Stephen McIntyre
Stephen McIntyre, ou Steve McIntyre, né vers 1947, Canadien, est diplômé en mathématiques, ancien prospecteur de minéraux, et consultant minier en semi-retraite. Il est surtout connu pour son blog Climate Audit (en), consacré à l'analyse et à la discussion de données climatiques, et pour ses critiques à l'égard du graphique des températures des mille dernières années (en) ainsi qu'à l'égard des données du Goddard Institute for Space Studies, organisme de la NASA. Il est connu en particulier pour les objections statistiques qu'il a formulées, avec l'économiste Ross McKitrick, contre le Graphique en crosse de hockey, graphique qui montre une élévation, accentuée et apparemment sans précédent, de la température globale dans les dernières années du vingtième siècle.

## Formation
McIntyre, né en Ontario, fréquenta les écoles de l'université de Toronto (en), une école préparatoire à l'Université (en), à Toronto. Il fut premier au concours national de mathématiques des écoles secondaires en 1965. Ensuite, il étudia les mathématiques à l'université de Toronto et reçut le Baccalauréat universitaire ès sciences en 1969. Il obtint alors une bourse d'études du Commonwealth (en) pour suivre des cours de philosophie, politique et économie (PPE) au collège Corpus Christi de l'université d'Oxford et reçut son diplôme en 1971,. Une bourse lui fut proposée pour des études d'un niveau supérieur en économathématiques au Massachusetts Institute of Technology, mais il décida de s'en tenir aux diplômes qu'il avait déjà.

## Carrière
McIntyre a travaillé trente ans dans l'industrie minière et en dernier lieu dans l'extraction des minéaux durs (en) comme membre de la direction ou directeur de plusieurs compagnies publiques d'exploration minière. Il a été plusieurs années analyste politique pour les gouvernements de l'Ontario et du Canada. Il fut le fondateur et président de la Northwest Exploration Company Limited et un des directeurs de la société mère Northwest Explorations Inc. Quand Northwest Explorations Inc. fut reprise en 1998 par CGX Resources Inc. pour former la société d'exploration pétrolière et gazière CGX Energy Inc., McIntyre cessa d'être membre de la direction. Il fut conseiller stratégique de la CGX de 2000 à 2003. Il dit que durant sa carrière, ses connaissances en statistique lui permettaient d'analyser les données de prospection des minéraux et de l'emporter sur ses concurrents.
Avant 2003, il a été membre de la direction ou directeur de plusieurs petites sociétés publiques d'exploration minière. Il s'est retiré du travail à plein temps, mais a continué à donner des consultations dans le domaine minier.
C'est un actif joueur de squash et il a gagné une fois la médaille d'or des doubles de squash aux Jeux mondiaux des maîtres.

## La controverse sur le Graphique en crosse de hockey
En 2002, McIntyre commença à s'intéresser à la climatologie après avoir reçu chez lui une brochure du gouvernement canadien mettant en garde contre les dangers du réchauffement global. McIntyre dit avoir noté dans les articles de climatologie des divergences qui lui rappelèrent les faux prospectus qui avaient dupé des investisseurs dans le scandale de la Mine d'or de Bre-X Busang.
En lisant le troisième rapport d'évaluation du GIEC, il remarqua la mise en évidence, dans ce rapport, du graphique en crosse de hockey, qui avait été présenté pour la première fois en 1998 dans un article de Michael E. Mann et coauteurs. McIntyre commença à étudier les méthodes par lesquelles Mann était arrivé à ce graphique. Avec Ross McKitrick, il publia dans des revues scientifiques deux articles mettant en question la validité du graphique en crosse de hockey.
McIntyre a raconté comment s'éveillèrent ses soupçons envers ce graphique : « Dans les milieux financiers, nous parlons de courbe en crosse de hockey quand un actionnaire vous présente une belle courbe en forte pente dans l'espoir de vous refiler quelque chose. »
L'Académie nationale des sciences (États-Unis) étudia les articles de McIntyre et de McKittrick et publia en 2006 un rapport qui confirmait le graphique en crosse de hockey tout en reconnaissant que les analyses statistiques de Mann et al. n'étaient pas sans défauts.

## ClimateAudit.org
Le blog Climate Audit (en) de McIntyre a pour sujet récurrent la lutte pour obtenir les données fondant des articles publiés dans des revues à comité de lecture. McIntyre a déclaré qu'il a créé Climate Audit pour pouvoir se défendre contre les attaques du blog climatologique RealClimate. Un site web antérieur, Climate2003, fournissait des informations complémentaires, notamment données brutes et code source, sur des articles écrits en collaboration par McIntyre et McKitrick. Climate Audit fut un des blogs qui remportèrent en 2007 le prix Wizbang (en) du « meilleur blog scientifique », ayant reçu 20 000 voix du vote en ligne.

### Vérification de données
Stephen McIntyre a été mis en vedette par la presse, entre autres par The Wall Street Journal.
En 2007, McIntyre a commencé à vérifier les diverses corrections apportées à des relevés de température, en particulier aux relevés relatifs à l'effet d'îlot urbain de chaleur. Il découvrit dans certains relevés américains figurant dans l'ensemble de données du Goddard Institute for Space Studies (GISS) une discontinuité commençant en janvier 2000. Il fit part du problème au GISS par courriel et quelques jours plus tard, le GISS publia une correction et remercia McIntyre d'avoir « porté à notre attention qu'une telle correction est nécessaire pour éviter de créer un saut artificiel à l'année 2000. » La correction réduisait la température moyenne des États-Unis continentaux d'environ 0,15 °C durant les années 2000-2006. Les corrections apportées à d'autres parties de l'ensemble de données n'excédaient pas 0,03 °C et n'étaient guère significatives.
McIntyre fit plus tard ces commentaires :

« Au départ, mon intérêt pour les procédures d'ajustement du GISS n'était pas un intérêt abstrait, je désirais savoir si ces procédures remplissaient bien leur fonction de correction des données erronées. Si on voit les vérifications dont j'ai parlé comme un type limité de contrôle de logiciel (limité par le manque d'accès au code source et aux manuels d'utilisation), on peut dire avec assurance non seulement que le logiciel du GISS n'a pas su détecter et corriger des sauts fictifs allant jusqu'à 1 °C, mais que le GISS a en fait introduit cette erreur au cours de la programmation. Selon toutes les normes raisonnables d'évaluation, on conclurait que le logiciel du GISS a raté cet item de test. Certes, le GISS est capable de réparer (et il l'a fait) l'erreur particulière que je lui ai signalée, mais il est difficile de voir en cela une preuve de la valeur de ses procédures d'ajustement (et de celles de l'USHCN). Ces procédures doivent être examinées sérieusement. »

### Rôle dans l'incident des courriels du Climatic Research Unit
Colby Cosh (en), dans un article de l'hebdomadaire Maclean's, estime que les critiques de McIntyre envers certains secteurs de la climatologie sont au cœur de l'incident des e-mails du Climatic Research Unit (CRU), survenu en novembre-décembre 2009 juste avant la conférence des parties (CoP) de Copenhage. McIntyre est mentionné plus de 100 fois dans les courriels divulgués. Un climatologue l'y traite de pauvre type. D'autres spéculent sur ses bailleurs de fonds et se demandent s'il faut l'ignorer ou le combattre. Toutefois, selon Cosh, certains scientifiques non nommés reconnaissent que les critiques de McIntyre ont de la valeur.
Selon l'Associated Press : « Certains courriels disaient que les tentatives de McIntyre pour obtenir les données originales des scientifiques sont futiles et destinées au harcèlement plutôt qu'à l'amélioration de la science. Il y a des allégations selon lesquelles il déformerait les données qui lui sont communiquées et en ferait un usage malhonnête. McIntyre a rejeté cette façon de le dépeindre. 'Tout ce que j'ai fait en cette matière, je l'ai fait de bonne foi', a-t-il dit. »
Roger Harrabin (en), environnementaliste à la BBC, a écrit que McIntyre « en sait vraisemblablement plus sur la science du CRU que toute autre personne extérieure à l'unité, mais dans aucune des enquêtes sur le CRU il n'a été contacté pour apporter des éléments. » Le New Statesman a nommé McIntyre parmi les « 50 persoones qui comptent en 2010 », citant son rôle dans la controverse sur le Climategate.

## Choix de publications
- (en) Stephen McIntyre et Ross McKitrick, « Corrections to the Mann et. al. (1998) Proxy Data Base and Northern Hemispheric Average Temperature Series », Energy & Environment, vol. 14, no 6,‎ 2003, p. 751-771 (DOI 10.1260/095830503322793632, lire en ligne)
- (en) Stephen McIntyre et Ross McKitrick, « The M&M Critique of the MBH98 Northern Hemisphere Climate Index: Update and Implications », Energy & Environment, vol. 16, no 1,‎ 2005, p. 69-100 (DOI 10.1260/0958305053516226, lire en ligne)
- (en) Stephen McIntyre et Ross McKitrick, « Hockey sticks, principal components, and spurious significance », Geophysical Research Letters, vol. 32, no 3,‎ 2005, p. L03710 (DOI 10.1029/2004GL021750, Bibcode 2005GeoRL..3203710M, lire en ligne)
- (en) Stephen McIntyre et Ross McKitrick, « Proxy inconsistency and other problems in millennial paleoclimate reconstructions », PNAS, vol. 106, no 6,‎ 2009, E10 (PMID 19188613, PMCID 2647809, DOI 10.1073/pnas.0812509106, Bibcode 2009PNAS..106...10M, lire en ligne)
- (en) Ross McKitrick, Stephen McIntyre et Chad Herman, « Panel and multivariate methods for tests of trend equivalence in climate data series », Atmospheric Science Letters, vol. 11, no 4,‎ 2010, p. 270–277 (DOI 10.1002/asl.290, Bibcode 2010AtScL..11..270M, lire en ligne)
- (en) Ryan O'Donnell, Nicholas Lewis, Steve McIntyre et Jeff Condon, « Improved Methods for PCA-Based Reconstructions: Case Study Using the Steig et al. (2009) Antarctic Temperature Reconstruction », Journal of Climate, vol. 24, no 8,‎ 2011, p. 2099–2115 (DOI 10.1175/2010JCLI3656.1, lire en ligne)
- (en) Stephen McIntyre et Ross McKitrick, « Discussion of: A statistical analysis of multiple temperature proxies: Are reconstructions of surface temperatures over the last 1000 years reliable? », The Annals of Applied Statistics, vol. 5, no 1,‎ 2011, p. 56–60 (DOI 10.1214/10-AOAS398L, Bibcode 2011arXiv1105.0524M, arXiv 1105.0524, lire en ligne)